# Ilshofen
Ilshofen ist eine Kleinstadt im Landkreis Schwäbisch Hall im fränkisch geprägten Nordosten Baden-Württembergs, zwischen der Kreisstadt Schwäbisch Hall und Crailsheim gelegen.

## Geographie

### Geographische Lage
Die Stadt Ilshofen hat Anteil an den Naturräumen Schwäbisch-Fränkische Waldberge, Kocher-Jagst-Ebenen und Hohenloher-Haller Ebene. Ilshofen liegt auf der Hochfläche der Hohenloher Ebene zwischen den Tälern von Bühler im Südwesten, Kocher im Westen und Jagst im Norden und Osten. Im Süden bildet der nahe Burgberg die letzte bedeutende Erhebung von Burgberg-Vorhöhen und Speltachbucht vor den ferneren Ellwanger Bergen. Wenig südlich fließt an der Stadt die Schmerach vorbei in Richtung Westen, sie biegt bald nach Südwesten ab und gräbt sich vor ihrer Mündung in die Bühler noch ein steiles, zuletzt gut 100 m tiefes Waldtal in die Hochfläche.

### Stadtgliederung
Die Gemarkung Ilshofens ist durch das Dünsbacher Gebiet geteilt; der Stadtteil Obersteinach mit kleinerer Fläche liegt westlich vom übrigen Stadtgebiet, dazwischen berühren sich die Gebiete der Stadt Gerabronn und der Gemeinde Wolpertshausen.
Die Stadt Ilshofen besteht aus den Stadtteilen Eckartshausen, Ilshofen, Obersteinach, Ruppertshofen und Unteraspach, die räumlich identisch mit den ehemals selbstständigen Gemeinden sind mit insgesamt 25 separat gelegenen Ortschaften. Die offizielle Benennung der Stadtteile erfolgt durch den vorangestellten Namen der Stadt und, durch Bindestrich getrennt, nachgestellt den Namen der Stadtteile. Die Stadtteile bilden Wohnbezirke im Sinne der baden-württembergischen Gemeindeordnung. Der zum Stadtteil Ilshofen gehörende Ort Unterschmerach wird für Kommunalwahlen dem Wohnbezirk Eckartshausen zugeordnet.
| Wappen Eckartshausen | - Zum Stadtteil Eckartshausen gehören das Dorf Eckartshausen und die Weiler Großallmerspann und Oberschmerach sowie die abgegangene Ortschaft Gaichshausen (Gaishausen). | Eckartshausen, Luftbild (1983)                                                                                        |
| Wappen Ilshofen      | - Zum Stadtteil Ilshofen gehören die Stadt Ilshofen, der Weiler Unterschmerach und das Gehöft Klingenhof sowie die abgegangenen Ortschaften Burg, Alt-Ilshofen und Erlach. | |
| Wappen unbekannt     | - Zum Stadtteil Obersteinach gehören das Dorf Obersteinach, die Weiler Altenberg, Niedersteinach, Sandelsbronn, Windisch-Brachbach und Söllbot. | Markungsstein beim Obersteinacher Weiler Sandelsbronn (2013)                                                          |
| Wappen unbekannt     | - Zum Stadtteil Ruppertshofen gehören das Dorf Ruppertshofen und die Weiler Hessenau und Leofels sowie die abgegangenen Ortschaften Birken (Burg Hohenbirken?) und Guttershofen. | Die beiden Ruppertshofener Weiler Leofels (mit Burg Leofels) und Hessenau auf dem gegenüberliegenden Jagstufer (2021) |
| Wappen unbekannt     | - Zum Stadtteil Unteraspach gehören die Dörfer Unteraspach, Gaugshausen und Oberaspach, die Weiler Großstadel, Kerleweck, Oberscheffach und Steinbächle mit Burgstall Burgruine Klingenfels, die Höfe Kleinstadel, Lerchenhof und Lerchenmühle sowie die abgegangene Ortschaft Bonazhof. | Kilianstraße im Unteraspacher Ortsteil Oberaspach (Straßenszene 2012)                                                 |

### Flächenaufteilung
Nach Daten des Statistischen Landesamtes, Stand 2014.

### Nachbargemeinden
Nachbarstädte und -gemeinden Ilshofens sind (im Uhrzeigersinn, beginnend im Norden): Gerabronn, Kirchberg an der Jagst, Crailsheim, Vellberg, Schwäbisch Hall und Wolpertshausen. Die nordwestliche Exklave Obersteinach ist umgeben von Langenburg, Gerabronn, Wolpertshausen und Braunsbach. Sämtliche Nachbargemeinden gehören zum Landkreis Schwäbisch Hall.

### Schutzgebiete
Östlich von Hessenau liegt das Naturschutzgebiet Ahorn-Lindenwald. Darüber hinaus hat die Stadt Anteile an den Naturschutzgebieten Gipsbruch Kirchbühl und Unteres Bühlertal. 
Hinzu kommen die drei Landschaftsschutzgebiete Mittleres Jagsttal mit Nebentälern und angrenzenden Gebieten, Kochertal zwischen Schwäbisch Hall und Weilersbach mit Nebentälern und Bühlertal zwischen Vellberg und Geislingen mit Nebentälern und angrenzenden Gebieten, die jeweils teilweise auf dem Gebiet von Ilshofen liegen.
Außerdem hat die Stadt Anteil an insgesamt den drei FFH-Gebieten Kochertal Schwäbisch Hall-Künzelsau, Bühlertal Vellberg-Geislingen und Jagst bei Kirchberg und Brettach sowie an den Vogelschutzgebieten Kocher mit Seitentälern und Jagst mit Seitentälern.

## Geschichte

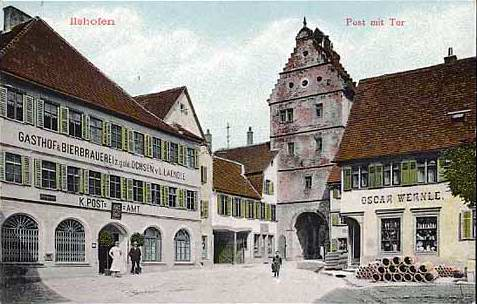
Ilshofen um 1900

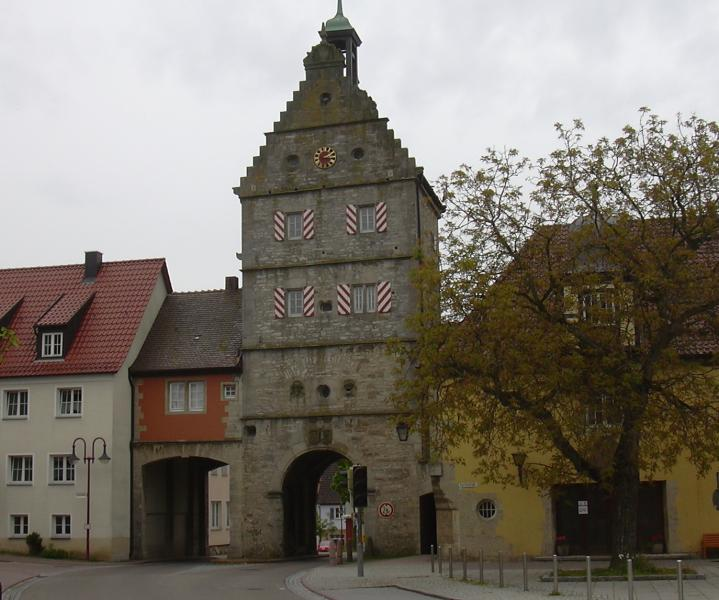
Haller Torturm

### Frühe Geschichte
Ilshofen wurde 1288 erstmals als Besitz des Grafen von Flügelau erwähnt. 1330 erlangte Ulleshoven durch Kaiser Ludwig den Bayern das Stadtrecht, wie es schon Schwäbisch Hall genoss. Aufgrund der Verschuldung des Besitzers, des Grafen Ulrich von Hohenlohe, musste dieser 1398 die Stadt an die Reichsstädte Dinkelsbühl, Schwäbisch Hall und Rothenburg ob der Tauber verkaufen. Im Ersten Markgrafenkrieg wurde Ilshofen 1449 durch Albrecht Achilles von Ansbach belagert und schließlich abgebrannt.
1562 wurde die Reichsstadt Schwäbisch Hall zum alleinigen Besitzer von Ilshofen (siehe Amt Ilshofen).
Im Dreißigjährigen Krieg hatten die Bewohner von Ilshofen schwer zu leiden. Nach der Schlacht bei Nördlingen verbreiteten marodierende Truppen 1634 in Süddeutschland die Pest; in Ilshofen starben innerhalb von nur elf Wochen rund 80 Menschen an der eingeschleppten Seuche, im gesamten Jahr 1634 waren rund 130 Tote zu beklagen. Viele Bewohner Ilshofens flohen in nahe gelegene Städte, die besser befestigt schienen.
Das Territorium der Reichsstadt Schwäbisch Hall wurde im Verlauf der Koalitionskriege 1802 durch württembergische Truppen besetzt und 1803 im Zuge der Mediatisierung an das Herzogtum Württemberg angegliedert. Dabei kam auch Ilshofen 1802 unter württembergische Herrschaft.

### Württembergische Zeit von 1802 bis 1945
1803 gab es in Ilshofen rund 550 hauptsächlich von der Landwirtschaft lebende Einwohner sowie einen Bestand von 29 Pferden und 232 Rindern.
Gemäß der neuen Verwaltungsgliederung im 1806 gegründeten Königreich Württemberg wurde Ilshofen dem neuen Oberamt Hall zugeordnet.
Die überkommene Stadtbefestigung von Ilshofen wurde ab 1841 bis auf wenige Reste abgetragen. Es blieb nur der Haller Torturm von 1609 erhalten.
Mit dem Bau der Strecke Hall–Crailsheim hatte Ilshofen ab dem 10. Dezember 1867 zwar nicht direkt, aber über die Station Eckartshausen, einen relativ nahe gelegenen Anschluss an das Netz der Württembergischen Eisenbahn.
Bei der Verwaltungsreform während der NS-Zeit in Württemberg gelangte Ilshofen 1938 zum Landkreis Schwäbisch Hall.
In den letzten Tagen des Zweiten Weltkriegs wurden nach Kämpfen mit versprengten Einheiten der Waffen-SS und anschließendem amerikanischem Beschuss und Bombardements annähernd zwei Drittel der Stadt zerstört.

### Nachkriegszeit
Ab 1945 gehörte Ilshofen zum Land Württemberg-Baden in der Amerikanischen Besatzungszone.
Nach der Bildung der Bundesrepublik und des Landes Baden-Württemberg brachte die Formierung der Ilshofener Ebene eine Reihe von Veränderungen. Neben der Gründung eines Wasserzweckverbandes kam es 1967 zur Errichtung des Nachbarschulverbandes Ilshofner Ebene. Im Zuge der Gemeindereform wurden in den 1970er Jahren die heutigen Stadtteile Eckartshausen, Unteraspach, Obersteinach und Ruppertshofen eingemeindet.
Am 14. Oktober 1995 wurde in Ilshofen die Ilshofener Erklärung der FDP/DVP verabschiedet.

### Eingemeindungen
- 1. Dezember 1971: Eckartshausen[16]
- 1. Januar 1972: Obersteinach[16]
- 1. Januar 1973: Ruppertshofen[17]
- 1. Januar 1975: Unteraspach[18]

## Religionen
Seit der Reformation ist Ilshofen überwiegend evangelisch geprägt; es gibt insgesamt vier evangelische Kirchengemeinden, je eine in Ilshofen, Oberaspach, Obersteinach und in Ruppertshofen. Die Katholische Kirche ist in Großallmerspann vertreten, die Neuapostolische Kirche in Ilshofen.

## Politik

### Gemeinderat
In Ilshofen wird der Gemeinderat nach dem Verfahren der unechten Teilortswahl gewählt. Dabei kann sich die Zahl der Gemeinderäte durch Überhangmandate verändern. 2024 besteht der Gemeinderat aus 22 Personen, darunter sechs Frauen. Er besteht aus den gewählten ehrenamtlichen Gemeinderäten und dem Bürgermeister als Vorsitzendem. Der Bürgermeister ist im Gemeinderat stimmberechtigt.
Die Kommunalwahl am 9. Juni 2024 führte zu folgendem Endergebnis. Die Wahlbeteiligung betrug 60,69 Prozent.
| Liste                                      | Stimmenanteil | Sitze |
| Die neue Liste                             | 53,74 %       | 12    |
| Freie Wählerschaft-Unabhängige Bürgerliste | 37,88 %       | 9     |
| Offene Liste-SPD                           | 6,05 %        | 1     |
| Freie Unabhängige Demokratische Wähler     | 1,16 %        | 0     |
| CDU                                        | 1,17 %        | 0     |

### Bürgermeister
1986 bis 2018 stand Roland Wurmthaler an der Spitze der Gemeinde. Er wurde am 24. Januar 2010 bei einer Wahlbeteiligung von 34 % mit über 95 % der Stimmen für weitere acht Jahre im Amt bestätigt. 2018 folgte ihm Martin Blessing.

### Wappen
Die Blasonierung des Wappens lautet: „In Silber auf grünem Boden eine stehende Justitia mit silberner Augenbinde, blauem Kleid und rotem Mantel, in der erhobenen Linken eine goldene Waage, in der gesenkten Rechten ein goldenes Schwert haltend.“

### Städtepartnerschaften
- Kleinsölk (Österreich), seit 1972
- Pockau-Lengefeld (Sachsen), seit 1990

## Kultur und Sehenswürdigkeiten

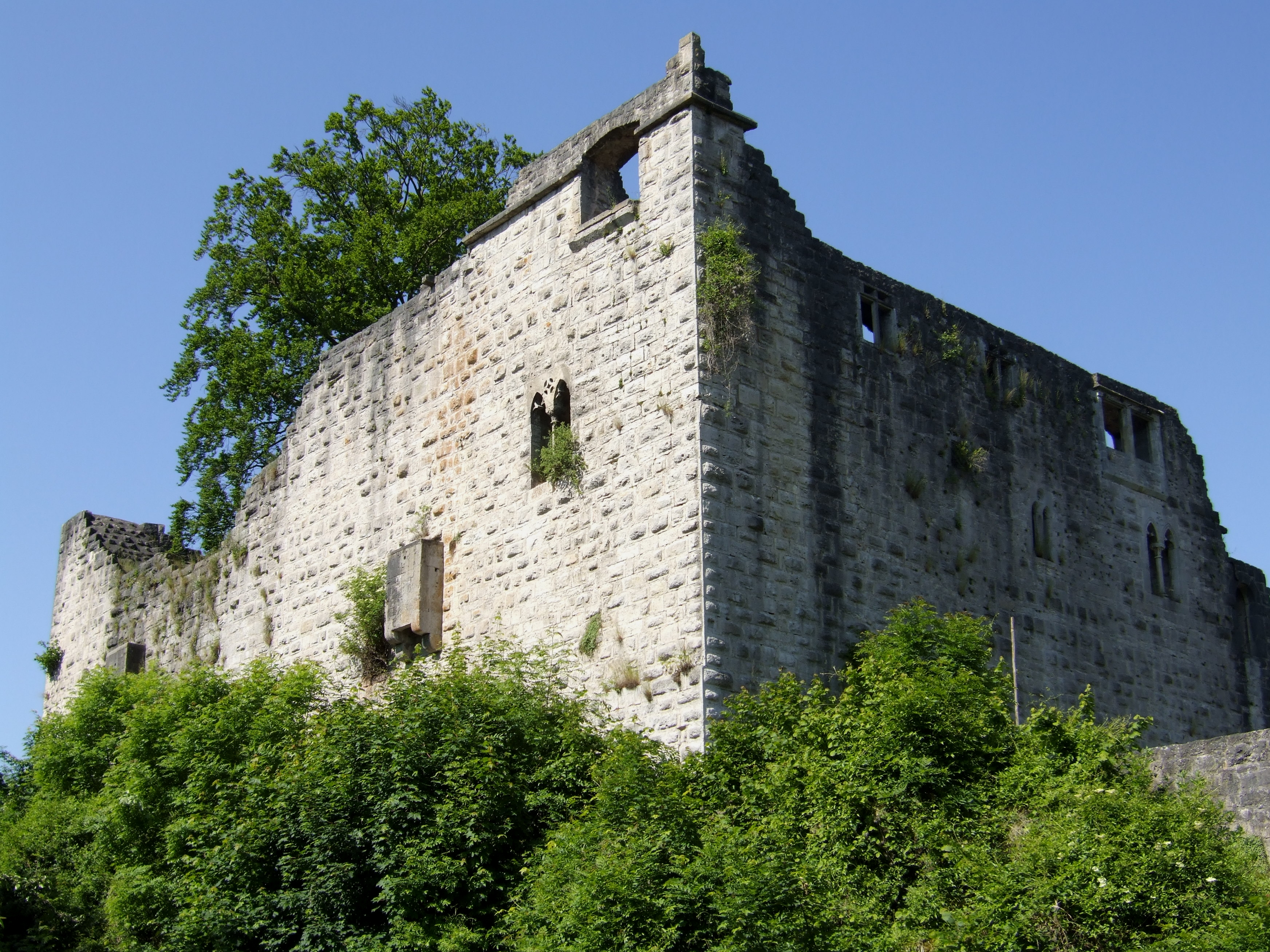
Burgruine Leofels

### Bauwerke
Eine der bedeutendsten Burgruinen der Stauferzeit in Südwestdeutschland ist die Burg Leofels über dem Jagsttal, die sich im Eigentum der Stadt befindet.
Die 1830 erbaute Kirche St. Petronella besitzt einen Turm, der aus dem 16. Jahrhundert stammt. Sie ist die einzige Kirche in Baden-Württemberg mit diesem ungewöhnlichen Namen, wobei es jedoch am Kaiserstuhl eine ähnliche Variante gibt.
Durch eine Spende wurde 2001 der Ausbau des Stadtturms zum Kulturm ermöglicht. Hier finden regelmäßige Ausstellungen lokaler Künstler und zu heimatgeschichtlichen Themen statt.
Außerdem verfügt Ilshofen über eine moderne Stadthalle, heute Roland-Wurmthaler-Halle genannt, die 2004 bis 2007 durch umfassenden Umbau und Erweiterung einer bisherigen Stadthalle beim Haller Torturm durch die Stuttgarter Architektengemeinschaft Heckmann + Jung, vormals Heckmann. Kristel. Jung,  entstand.

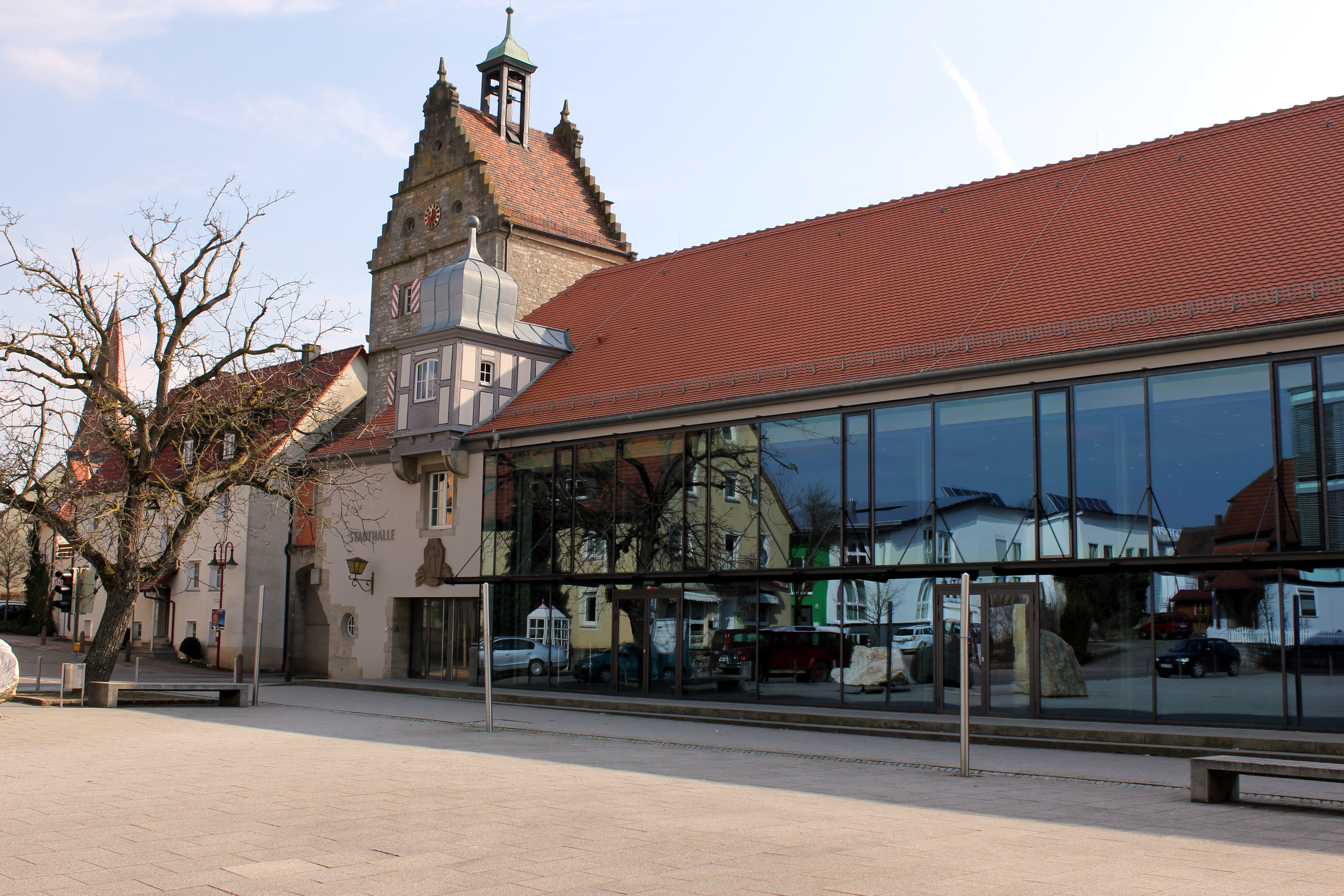
Ilshofen, Stadthalle von 2007 beim Haller Torturm

## Wirtschaft und Infrastruktur

### Verkehr
Ilshofen ist über die Bundesautobahn 6 (Saarbrücken–Waidhaus) an das überregionale Straßennetz angebunden. Im Ortsteil Eckartshausen befindet sich ein Haltepunkt der Bahnstrecke Crailsheim–Heilbronn.
Die Stadt verfügt über einige Buslinien, u. a. die Linie 23 nach Schwäbisch Hall und die Linie 66 nach Crailsheim (Stand: November 2004). Sie gehört dem Verkehrsverbund KreisVerkehr Schwäbisch Hall an.
Durch eine Alltagsroute aus dem Radnetz Baden-Württemberg ist Ilshofen mit Crailsheim und in der anderen Richtung mit Schwäbisch Hall verbunden.

### Bildung
1971 wurde der erste Bauabschnitt des Ländlichen Bildungszentrums Ilshofen fertiggestellt, das bis heute mehrfach erweitert wurde. Heute gehen Schüler aus den Gemeinden Ilshofen, Wolpertshausen und Vellberg auf die Hermann-Merz-Grund-, Haupt- und Realschule; zusätzlich gibt es noch die Maria-Montessori-Förderschule. Außerdem bestehen vier Kindergärten in der Stadt.

### Energieversorgung
Bei Ruppertshofen gibt es mehrere Windkraftanlagen.

### Öffentliche Einrichtungen
In Ilshofen gibt es einen Polizeiposten, ein Notariat, eine Außenstelle des Landratsamtes mit Landwirtschaftsamt und Veterinäramt und die Freiwillige Feuerwehr Ilshofen.

## Freizeit und Sport
Der TSV Ilshofen 1862 e. V. ist mit rund 1600 Mitgliedern in 30 Abteilungen der drittgrößte Verein im Landkreis Schwäbisch Hall. Neben der Großsporthalle, einem Hartplatz und einer 400-m-Tartanbahn stehen auch drei Fußballplätze zur Verfügung. Im Stadtteil Unteraspach gibt es ein Freibad mit Kinderbecken und 50-m-Bahn.

## Persönlichkeiten

### Söhne und Töchter der Gemeinde
- Wilhelm Augst (1853–1913), Kupferschmied, Mitglied des Deutschen Reichstags
- Karl Megerle (1901–1991), Kaufmann, Vorstand der Wella AG
- Norbert Franz (* 1954), Historiker
- Dieter Fritz (* 1956), Journalist beim SWR
- Christoph Flamm (* 1968), Musikwissenschaftler
- Catharina Böhme (* 1976), Medizinerin und Biochemikerin

### Personen, die in Ilshofen gelebt haben
- Friedrich Pfäfflin (1873–1955), lutherischer Geistlicher